# Limonia esakii
Limonia esakii är en tvåvingeart som först beskrevs av Alexander 1922.  Limonia esakii ingår i släktet Limonia och familjen småharkrankar. Inga underarter finns listade i Catalogue of Life.